# Ferula flabelliloba
Ferula flabelliloba är en flockblommig växtart som beskrevs av Karl Heinz Rechinger och Paul Aellen. Ferula flabelliloba ingår i släktet stinkflokesläktet, och familjen flockblommiga växter. Inga underarter finns listade i Catalogue of Life.